# Ярый, Дмитрий Александрович
Ярый Дмитрий Александрович (10.02.1973) — Российский спортсмен парашютист, десятикратный чемпион мира по парашютному спорту. Заслуженный мастер спорта. Совершил более 11000 прыжков с парашютом. За выдающиеся заслуги в спорте награждён благодарностью президента России.

## Биография
г. Екатеринбург. Срочную военную службу проходил в Воздушно-десантных войсках. Литва. Окончил Уральский Государственный Экономический Университет, Факультет международных отношений и менеджмента. Прошел профессиональную переподготовку по программе «Руководитель физкультурно-спортивной организации». Увлекается Дайвингом, Яхтингом, Горными лыжами и Сноубордом.
Занимается парашютным спортом с 1989 года. Выполнил более 11000 прыжков с парашютом. С 2003 года является мастером спорта международного класса. C 2013 г. — Заслуженный мастер спорта. С 2000 года член сборной команды России по парашютному спорту в дисциплинах классика и парашютно-горнолыжное двоеборье. Успешно выступает на внутренних и международных соревнованиях. За время занятий спортом достиг следующих результатов: Многократный абсолютный чемпион России; Десятикратный Чемпион Мира (в командном зачёте) ФАИ и CISM, Чемпион и многократный призёр Кубков Мира и Европы; Рекордсмен Мира и России по точности приземления; Рекордсмен России по групповой акробатике в классе большие формации. Двукратный Чемпион мира по парашютно-горнолыжному двоеборью. Серебряный призёр Чемпионата Европы в личном зачёте. С 2010 по 2015 год возглавлял Федерацию парашютного спорта в Свердловской области и был наставником сборной команды Свердловской области «UralSky Team», которая неоднократно становилась чемпионом России и Чемпионом серии Кубков мира по точности приземления.
С 2015 по 2022 год выступал в составе сборной команды ЦСКА по парашютному спорту. С 2022 по 2024 год — Начальник спортивной сборной команды России по парашютному спорту.
```
Основные спортивные показатели за последние 10 лет:
```

- 2004 год — Абсолютный чемпион России в личном зачёте.
- 2006 год — Абсолютный чемпион России по классическому парашютному спорту. Чемпион мира по групповой точности приземления и двоеборье на Кубке и Чемпионате Мира/ Россия.
- 2007 год — Чемпион Кубка мира по групповой точности и личный рекорд мира/ Россия.
- 2008 год — Чемпион Азии и Океании по групповой точности/ ОАЭ
- 2009 год — Бронза на этапе Кубка мира в Германии и золота на финале Кубка мира в Швейцарии.
- 2010 год — Бронза и серебро на этапах Кубка мира в Австрии и Италии.
- 2011 год — Серебро на Чемпионате мира по парашютно-горнолыжному двоеборью/ Австрия
- 2012 год — Абсолютный чемпион России в личном зачёте. Чемпион мира в команде и серебро в групповой точности на чемпионате мира в ОАЭ.
- 2013 год — Абсолютный чемпион России в личном зачёте. Бронза на этапах Кубка мира в Хорватии и Австрии. Чемпион Европы в командном двоеборье и бронза в точности приземления на чемпионате Европы и Кубке Мира в России.
- 2014 год — Золото на Чемпионате мира по парашютно-горнолыжному двоеборью/ Россия. Золото на финале этапа Кубка мира по точности приземления/ Швейцария.
- 2015 год — Бронза в личном зачёте на Чемпионате России и ВС. Серебро на Чемпионате Европы в личном зачёте и в команде/ Болгария.
- 2016 год — Бронза в личном зачёте на Чемпионате России. Золото на Чемпионате мира CISM в команде и серебро в точности/ Россия Золото на Чемпионате мира и серебро в групповой точности в Чикаго/ США.
- 2017 год — Бронза Чемпионата России. Золото на чемпионате мира CISM и бронза в групповой точности/ Германия.
- 2019 год — Бронза на всемирных военных играх в Ухане/ Китай.
- 2020—2021 год — Бронза Чемпионата России в личном зачёте и серебро на Кубке ВС.